# Роббі ван Леейвен
Роббі ван Леевен (нід. Robbie van Leeuwen; нар. 29 жовтня 1944, Гаага) — нідерландський гітарист, сітарист і автор пісень. Найзнаніший як засновник, лідер і автор більшості пісень гурту Shocking Blue.

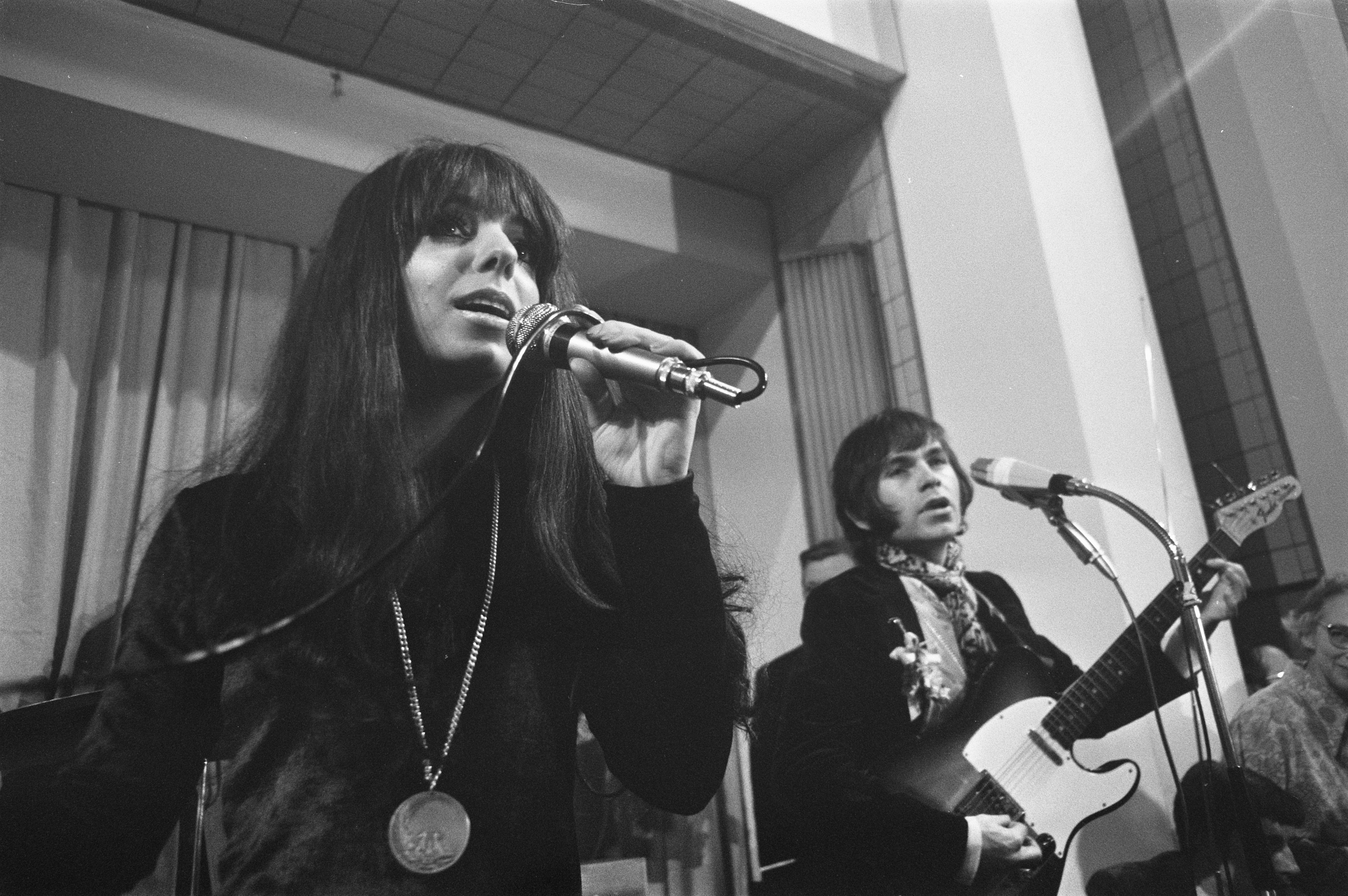
Марішка Вереш і Роббі ван Леевен у складі Shocking Blue

У 1960-х роках Роббі ван Леевен грав у групах The Atmospheres, The Motions, The Ricochets. Стиль Леевена формувався під впливом британського року та американського ритм-енд-блюзу. Через конфлікт з вокалістом Motions Руді Беннетом в 1967 році Роббі йде і починає пошук музикантів для свого нового колективу. Так з'явилася група Six Young Riders, де крім Леевена грали Хенк Смітскамг і Рене Ноделейк. Група випустила сингл «Let the circle be unbroken» і розпалася в тому ж 1967.
Роббі ван Леевен збирає нових музикантів: вокаліста Фреда де Вілда, басиста Клаше ван дер Валу і ударника Корнеліуса ван дер Бека. Група отримала назву «Shocking Blue». 1968 року на місце вокаліста приходить Марішка Вереш. Наступного року гурт випускає сингл «Venus» авторства ван Леевена, який приніс «Shocking Blue» світову популярність.
У 1973 році Леевен на час залишав групу, а його місце займав Мартін ван Вейк. 1974 року з групи пішла і Марішка, яка вирішила почати сольну кар'єру, після чого група розпалася.
У середині 1970-х Роббі зібрав експериментальну групу «Galaxy Lin», у звучанні якої були помітні елементи фолку і джазу. Наприкінці 1970-х він запустив проєкт «Mistral». Результат його — три сингли, і на всіх трьох співали різні вокалістки — Сільвія Ван Астен, Марішка Вереш і на самому знаменитому — «Starship 109» — Маріан Шаттеляйн.
У 1979 році Роббі хотів відродити Shocking Blue, була навіть записана пісня «Louise». Однак, пісня не вийшла, а возз'єднання не відбулися.
Після розпаду Містраля на початку 80-х, Леевен переїхав з Гааги до Люксембурга, де спокійно жив далеко від шоубізнесу до повернення до Нідерландів в 1996 році.